# François Odinet
François Odinet, né le 13 avril 1985, est un prêtre catholique et théologien français, enseignant aux Facultés Loyola Paris. Spécialiste de théologie pratique, il est considéré comme l'un des meilleurs experts des questions de synodalité dans l’Église catholique.

## Biographie
Origine de Goderville, il fait des études d'histoire à l’École normale supérieure de Lyon, avant d'être ordonné prêtre pour le diocèse du Havre à l'âge de 29 ans,. Il devient alors curé de paroisse dans les quartiers nord du Havre. En 2020, il soutient une thèse de doctorat en théologie au Centre Sèvres, sous la direction d’Étienne Grieu et commence à enseigner dans cette université.
En 2024, il est appelé à participer au Synode sur la synodalité comme expert, au titre de ses travaux sur la place des pauvres dans l’Église catholique,.
La même année, il est nommé aumônier général du Secours catholique, succédant à Hervé Perrot.

## Publications
- Vivants grâce à Dieu : comment les personnes très pauvres écoutent-elles la parole de Dieu ?, Lumen Vitae, 2018.
- Les premiers ressuscités : les pauvres, maîtres en résurrection, Éditions Facultés jésuites de Paris, 2021
- Les derniers seront les premiers : la parole des pauvres au cœur de la synodalité, Éditions de l'Emmanuel, 2022
- Maintenant, le Royaume : hors des pauvres, pas de salut, Desclée de Brouwer, 2024